# Премия «Гойя» за лучшую режиссуру
Премия «Гойя» за лучшую режиссуру (исп. Premio Goya a la mejor dirección) — одна из номинаций ежегодной национальной кинопремии Испании (премии «Гойя»). Среди многократных лауреатов этой премии — Фернандо Леон де Араноа, Алехандро Аменабар, Фернандо Труэба и Педро Альмодовар.

## Лауреаты премии
- 1987 — Фернандо Фернан Гомес (за «Путешествие в никуда»)
- 1988 — Хосе Луис Гарси (за «Экзамен сдан»)
- 1989 — Гонсало Суарес (за «Грести по ветру»)
- 1990 — Фернандо Труэба (за «Сон безумной обезьяны»)
- 1991 — Карлос Саура (за «Ай, Кармела!»)
- 1992 — Висенте Аранда (за «Любовники»)
- 1993 — Фернандо Труэба (за «Изящная эпоха»)
- 1994 — Луис Гарсия Берланга (за «Всех в тюрьму»)
- 1995 — Иманол Урибе (за «Считанные дни»)
- 1996 — Алекс де ла Иглесия (за «День зверя»)
- 1997 — Пилар Миро (за «Собака на сене»)
- 1998 — Рикардо Франко (за «Счастливая звезда»)
- 1999 — Фернандо Леон де Араноа (за «Квартал»)
- 2000 — Педро Альмодовар (за «Всё о моей матери»)
- 2001 — Хосе Луис Борау (за «Лео»)
- 2002 — Алехандро Аменабар (за «Другие»)
- 2003 — Фернандо Леон де Араноа (за «Понедельники на солнце»)
- 2004 — Исиар Больяин (за «Возьми мои глаза»)
- 2005 — Алехандро Аменабар (за «Море внутри»)
- 2006 — Изабель Койшет (за «Тайная жизнь слов»)
- 2007 — Педро Альмодовар (за «Возвращение»)
- 2008 — Хайме Росалес (за «Одиночество»)
- 2009 — Хавьер Фессер (за «Дорога»)
- 2010 — Даниэль Монсон (за «Камера 211. Зона»)
- 2011 — Агустин Вильяронга (за «Чёрный хлеб»)
- 2012 — Энрике Урбису (за «Нет мира для нечестивых»)
- 2013 — Хуан Антонио Байона (за «Невозможное»)
- 2014 — Давид Труэба (за «Легко живётся с закрытыми глазами»)
- 2015 — Альберто Родригес (за «Миниатюрный остров»)
- 2016 — Сеск Гай (за «Трумэн»)
- 2017 — Хуан Антонио Байона (за «Голос монстра»)
- 2018 — Изабель Койшет (за «Букшоп»)
- 2019 — Родриго Сорогойен (за «Королевство»)
- 2020 — Педро Альмодовар (за «Боль и слава»)
- 2021 — Сальвадор Калво (за «Аду»)
- 2022 — Фернандо Леон де Араноа (за «Самый лучший босс»)
- 2023 — Родриго Сорогойен (за «Хищники»)